# Knodus longus
Knodus longus är en fiskart som beskrevs av Axel Zarske och Jacques Géry 2006. Knodus longus ingår i släktet Knodus och familjen Characidae. Inga underarter finns listade i Catalogue of Life.